# Gomri (Cona)
Die „Gemeinde Gomri der Monba“ (chinesisch 贡日门巴族乡, Pinyin Gòngrì Ménbā zú Xiāng, tibetisch སྒོམ་རི Wylie sgom ri) ist eine Nationalitätengemeinde im Kreis Cona des Regierungsbezirks Shannan im Autonomen Gebiet Tibet der Volksrepublik China. Die am 1. November 1984 gegründete Nationalitätengemeinde hat eine Fläche von 102,6 km² und 190 Einwohner (Stand: Zensus 2010). Von den 157 Einwohnern, die im Zensus 2000 registriert wurden, waren 155 Angehörige der ethnischen Minderheit der Monba.

## Geographie
Das Gemeindegebiet fällt vom Norden (Boila-Pass auf rund 4500 m Höhe) nach Süden (Sinmo auf ca. 3200 m Höhe) stark ab und wird vom Nyiangjiang Qu (娘江曲), einem Nebenfluss des Dawang Qu (达旺曲), durchschnitten. Die beiden Dörfer Gomris liegen jeweils am linken und am rechten Ufer. Der Dawang Qu fließt nach Bhutan ab und heißt dort Tawang Chhu oder „Gamri“.

## Wirtschaft
Gomri lebt von der Landwirtschaft, vor allem dem Anbau von Hochlandgerste (Qingke) und Weizen. Als Hausvieh werden Schafe und Ziegen gehalten. Im Nebenerwerb betreiben die Monba auch noch traditionellen Produktionsweisen, so wird das Schwarze Moschustier zur Gewinnung von Moschus gejagt und der Chinesische Raupenpilz gesammelt.

## Administrative Gliederung
Gomri setzt sich aus zwei Dörfern zusammen. Diese sind:
- Dorf Gomri (贡日村), Zentrum, Sitz der Gemeinderegierung;
- Dorf Sinmo (斯木村).